# Diocesi di Mamfe
La diocesi di Mamfe (in latino: Dioecesis Mamfensis) è una sede della Chiesa cattolica in Camerun suffraganea dell'arcidiocesi di Bamenda. Nel 2021 contava 167.948  battezzati su 418.706 abitanti. È retta dal vescovo Aloysius Fondong Abangalo.

## Territorio
La diocesi comprende per intero i dipartimenti camerunensi di Lebialem e di Manyu e in parte quello di Koupé-Manengouba.
Sede vescovile è la città di Mamfe, dove si trova la cattedrale di San Giuseppe.
Il territorio è suddiviso in 28 parrocchie.

## Storia
La diocesi è stata eretta il 9 febbraio 1999 con la bolla Alacrem sane curam di papa Giovanni Paolo II, ricavandone il territorio dall'arcidiocesi di Bamenda.

## Cronotassi dei vescovi
Si omettono i periodi di sede vacante non superiori ai 2 anni o non storicamente accertati.
- Francis Teke Lysinge (9 febbraio 1999 - 25 gennaio 2014 ritirato)
- Andrew Nkea Fuanya (25 gennaio 2014 succeduto - 30 dicembre 2019 nominato arcivescovo di Bamenda)[1]
  - Sede vacante (2019-2022)
- Aloysius Fondong Abangalo, dal 22 febbraio 2022

## Statistiche
La diocesi nel 2021 su una popolazione di 418.706 persone contava 167.948 battezzati, corrispondenti al 40,1% del totale.
| anno | popolazione | popolazione | popolazione | presbiteri | presbiteri | presbiteri | presbiteri                | diaconi | religiosi | religiosi | parrocchie |
| anno | battezzati  | totale      | %           | numero     | secolari   | regolari   | battezzati per presbitero | diaconi | uomini    | donne     | parrocchie |
| ---- | ----------- | ----------- | ----------- | ---------- | ---------- | ---------- | ------------------------- | ------- | --------- | --------- | ---------- |
| 1999 | 35.000      | 337.000     | 10,4        | 8          | 8          |            | 4.375                     |         |           | 23        | 6          |
| 2000 | 31.265      | 250.000     | 12,5        | 21         | 17         | 4          | 1.488                     |         | 11        | 19        | 6          |
| 2001 | 33.265      | 253.000     | 13,1        | 23         | 17         | 6          | 1.446                     |         | 15        | 24        | 6          |
| 2002 | 35.926      | 257.666     | 13,9        | 16         | 10         | 6          | 2.245                     |         | 11        | 18        | 6          |
| 2003 | 37.612      | 261.250     | 14,4        | 23         | 15         | 8          | 1.635                     |         | 13        | 20        | 9          |
| 2004 | 43.630      | 268.257     | 16,3        | 25         | 20         | 5          | 1.745                     |         | 10        | 18        | 9          |
| 2013 | 140.255     | 326.400     | 43,0        | 42         | 40         | 2          | 3.339                     |         | 43        | 30        | 31         |
| 2016 | 145.300     | 347.000     | 41,9        | 61         | 55         | 6          | 2.381                     |         | 12        | 43        | 27         |
| 2019 | 155.000     | 429.000     | 36,1        | 78         | 69         | 9          | 1.987                     |         | 11        | 15        | 28         |
| 2021 | 167.948     | 418.706     | 40,1        | 69         | 60         | 9          | 2.434                     |         | 14        | 41        | 28         |